# بری ولمن
|prizes=}}
بری ولمن (به انگلیسی: Barry Wellman) یک جامعه‌شناس کانادایی آمریکایی و مدیرعامل شبکه بین‌المللی نتلب (NetLab) در تورنتو است.
زمینه‌های تحقیقی وی بیشتر در‌خصوص جامعه شناسی اجتماع، اینترنت، تعامل انسان و رایانه و ساختارهایی است که در شبکه‌های اجتماعی در جوامع و سازمان‌ها آشکار می‌شود. علاقه اصلی وی تغییر پارادایم از روابط گروه محور به فردگرایی شبکه‌ای است.
وی بیش از ۳۰۰ مقاله، گزارش و کتاب تألیف یا به‌عنوان نویسنده همکاری کرده‌است. ولمن به‌مدت ۴۶ سال، (از سال ۱۹۶۷ تا ۲۰۱۳) استاد گروه جامعه‌شناسی، دانشگاه تورنتو بود.
از‌جمله مفاهیمی که ولمن منتشر کرده‌ است عبارتند از: «شبکهٔ شبکه‌ها» و «شهر شبکه» (هر دو با همکاری پاول کراون)، «سؤال جامعه»، «شبکه‌های رایانه‌ای به‌عنوان شبکه‌های اجتماعی»، «زندگی‌های متصل» و «اینترنت مهم» (هر دو با برنی هوگان)، «رسانه-چندبرابر» (با کارولین هیتورنتواویت)، «فردگرایی شبکه‌ای» و «جامعه شبکه‌ای»، «اجتماع شخصی» و «شبکه شخصی» و سه مقاله با آنابل کوان-هازه: «ارتباط متقابل»، «مجازی محلی» و «محلی مجازی» نگارش کرده‌است.
لی راینی و بری ولمن مؤلفان کتاب برنده جایزه «شبکه‌ای شدن، سیستم عامل‌های اجتماعی نوین» هستند. ولمن همچنین سردبیر سه کتاب است و نویسنده بیش از ۵۰۰ مقاله با همکاری دانشجویان خود است.
ولمن جوایزی را از انجمن جامعه‌شناسی و مردم‌شناسی کانادا، شبکه بین‌المللی تحلیل شبکه‌های اجتماعی، انجمن ارتباطات بین‌المللی و دو بخش انجمن جامعه‌شناسی آمریکا در جامعه و جامعه‌شناسی شهری و فناوری‌های ارتباطی و اطلاعاتی دریافت کرده‌ است.
وی در سال ۲۰۰۷ به‌عنوان عضو انجمن سلطنتی کانادا انتخاب شد. در سال ۲۰۱۲، ولمن به‌عنوان بالاترین شاخص h از کلیه جامعه شناسان کانادایی شناخته شد.

## اوایل زندگی
بری ولمن در منطقه گراند کانکس و جاده فوردام جاده برانکس، شهر نیویورک متولد و بزرگ شد. وی دوره دبیرستان خود را در دبیرستان علوم برانکس در سال ۱۹۵۹ به دست آورد.
او در مقطع لیسانس موفق به دریافت افتخار مگنا از کالج لافایت در سال ۱۹۶۳، در رشته تاریخ اجتماعی شد و برنده جوایزی در رشته‌های تاریخ و مطالعات مذهبی گردید.
در لافایت، وی عضو خانه افتخارات مک کلیوی بود و کاپیتان تیم کالج بول در سال ۱۹۶۲ بود که پیروزی نهایی او بر برکلی بود.
کار تحصیلات تکمیلی وی در دانشگاه هاروارد بود، او در آن جا با جامعه شناسان برجسته‌ای مانند چاد گوردون، چارلز تیلی، هریسون وایت، راجر براون، کورا دوبوسی، جورج هومانس، الکس اینکلز، فلورانس کلوخن، تالکوت پارسونز و فیلیپ جی استون تحصیل کرد.
وی در سال ۱۹۶۵ کارشناسی ارشد خود را در رشته روابط اجتماعی و در سال ۱۹۶۹ مدرک دکترای خود در جامعه‌شناسی را دریافت کرد.
تمرکز وی بر روی جامعه، برنامه‌های رایانه‌ای، شبکه‌های اجتماعی و خودانگاره بود و رساله وی نشان داد که هویت اجتماعی دانش‌آموزان دبیرستانی آفریقای آمریکایی و آمریکای سفید پیتسبورگ مربوط به میزان تفکیک مدارس آنها است. وی از سال ۱۹۶۵ با بورلی ولمن، محقق پزشکی جایگزین ازدواج کرده‌است.

## جامعه‌شناسی اجتماع
تا سال ۱۹۹۰، وی بر جامعه‌شناسی اجتماع و تحلیل شبکه‌های اجتماعی تمرکز داشت و با مطالعه داده‌های جمع‌آوری شده در سال ۱۹۶۸ از مؤسسه تحقیقاتی یورک، سعی در انجام یک مطالعه میدانی از تعداد زیادی از افراد، پیوند روابط بین فردی با علائم روان‌پزشکی داشت. این مطالعه اولیه که «حمایت اجتماعی» شیوع روابط دوستی و خویشاوندی غیر‌محلی را اثبات کرد، نشان می‌دهد که جامعه دیگر محدود به محله و مطالعه جوامع غیر محلی به‌عنوان شبکه اجتماعی نیست.
مقاله «سؤال جامعه» ولمن، به‌عنوان یکی از هفت مقاله مهم جامعه‌شناسی انگلیسی و کانادایی انتخاب شده‌است.
کتاب شبکه‌ها در دهکده جهانی (۱۹۹۹) شامل مقالاتی در مورد شبکه‌های شخصی در سراسر جهان است. در سال ۲۰۰۷، وی ویرایش مقاله «شبکه شخصی» مجله «شبکه‌های اجتماعی» (جلد ۲۹، شماره ۳، تیرماه) را منتشر کرد که حاوی تحلیل‌هایی از کانادا، فرانسه، آلمان و ایران است.

## نظریه شبکه‌های اجتماعی
ولمن همزمان با کار تجربی خود، در نظریه‌پردازی تحلیل شبکه‌های اجتماعی نقش داشته‌است. جامع‌ترین بیانیه در مقاله مقدماتی وی با ساختارهای اجتماعی است که با اس دی برکوویتز همگام سازی شده‌است.
این اثر به بررسی تاریخ اندیشه شبکه‌های اجتماعی می‌پردازد و تعدادی از اصول اساسی تحلیل شبکه‌های اجتماعی را ارائه می‌دهد.
کارهای نظری جدیدتر و متمرکزتر، دربارهٔ «جهانی سازی» جوامع معاصر (همزمان «جهانی» و «محلی») و ظهور «فردگرایی شبکه‌ای» و انتقال از شبکه‌های مبتنی بر گروه به شبکه‌های مجزا بحث کرده‌است.
هریسون وایت، برنده جایزه انجمن جامعه شناسان آمریکا، خاطرنشان می‌کند: «بری ولمن تمام فعالیت‌های خود را برای کشف و مستندسازی دنیاهای اجتماعی طبیعی به‌صورت شبکه‌ای اختصاص داده‌ است»

## روش‌های شبکه اجتماعی
مشارکت‌های روش شناختی ولمن برای تجزیه و تحلیل شبکه‌های خودمحور یا «شخصی» بوده‌است، از دیدگاه یک فرد (معمولاً یک شخص) تعریف شده‌ است. از آنجا که گروه‌های شبکه‌های شخصی غالباً مورد مطالعه قرار می‌گیرند، این تکنیک‌ها کمی متفاوت از روش رایج شبکه‌های اجتماعی تجزیه و تحلیل یک شبکه بزرگ واحد را می‌طلبد.
در سال ۲۰۰۷ مقاله‌ای، با همکاری ولمن (با برنی هوگان و خوان آنتونیو کاراسکو)، گزینه‌های جمع‌آوری داده‌های شبکه شخصی را مورد بحث قرار داده‌ است. مقاله‌ای با کنت فرانک نشان داد که چگونه می‌توان مشکل تجزیه و تحلیل همزمان داده‌های شبکه شخصی را در دو سطح مجزا از ارتباطات و شبکه‌ها برطرف کرد. «همسایگی در نتویل» به‌عنوان تنها مطالعه منتشر شده در شبکه‌های شخصی از فهرست شناخته شده‌ای از اعضای بالقوه شبکه ذکر شده‌است. نویسنده‌های همکار برای تجزیه و تحلیل داده‌های شبکه شخصی از نرم‌افزاری آماری ساس و اس‌پی‌اس‌اس استفاده کرده‌اند.
کارهای دیگر ولمن با هاوارد دی. وایت و همکارانش چگونگی پیوند تجزیه و تحلیل شبکه‌های اجتماعی را با مطالعه علم سنجی شبکه‌های استنادی بررسی کرده‌اند.

## اینترنت ، فناوری و جامعه
ولمن اغلب با همکاری دانشمندان رایانه، دانشمندان ارتباطات و دانشمندان اطلاعات کار کرده‌ است.
در سال ۱۹۹۰، وی درگیر مطالعه نحوه استفاده مردم عادی از اینترنت و سایر فناوری‌های ارتباطی برای برقراری ارتباط و تبادل اطلاعات در محل کار، خانه و جامعه شد؛ بنابراین کار وی علاقه خود را به جوامع غیر محلی و شبکه‌های اجتماعی برای احاطه اینترنت، تلفن‌های همراه و سایر فناوری‌های اطلاعاتی و ارتباطی گسترش داده‌است.

## آموزش و تدریس
ولمن، راهنمای دانشجویان دوره‌های کارشناسی و کارشناسی ارشد در دوره‌های مربوط به جامعه، تحلیل شبکه‌های اجتماعی و فناوری و جامعه می‌باشد.
در سال ۱۹۹۸، او سالانه «جایزه مربیگری» را از شبکه بین‌المللی روابط شخصی دریافت کرد.

## دفاتر
- در سال ۱۹۷۶–۱۹۷۷ شبکه بین‌المللی تحلیل شبکه‌های اجتماعی را تأسیس کرد و آن را تا ۱۹۸۸ مدیریت کرد.[۳۲]
- در سال ۱۹۷۹–۱۹۹۹ «برنامه تجزیه و تحلیل ساختاری» دانشگاه تورنتو را در گروه جامعه‌شناسی، تأسیس و رهبری کرد، که به بررسی ساختار و روابط اجتماعی از منظر شبکه‌های اجتماعی متمرکز بود. گروه جامعه‌شناسی نیز «جایزه بری ولمن» را برای تحقیقات کارشناسی تأسیس کرد.[۳۳]
- از سال ۱۹۸۰ تا ۱۹۸۴ دانشیار مرکز مطالعات شهری و مطالعات جامعه، دانشگاه تورنتو بود و در آن جا تحقیقات خود را انجام می‌داد.[۳۴]
- عضو شورا و سپس رئیس دو بخش انجمن جامعه‌شناسی آمریکا بود:
  - جامعه و جامعه‌شناسی شهری (۱۹۸۸-۲۰۰۰)[۳۵]
  - ارتباطات و فناوری‌های اطلاعات (۲۰۰۵-۲۰۰۶)[۳۶]
- به‌عنوان عضو شورا و سپس رئیس انجمن افتخار تحقیقات جامعه‌شناسی (۲۰۰۴–۲۰۰۵) انتخاب شد.
- ویراستار اطلاعات، ارتباطات و جامعه آمریکای شمالی بود. (۲۰۰۳-۲۰۱۷).[۳۷]

## جوایز و اعتبارات
ولمن یکی از اعضای انجمن سلطنتی کانادا است. وی جوایز پیشرفت حرفه ای را از انجمن جامعه‌شناسی آمریکا در دو بخش جامعه‌شناسی اجتماع و شهرسازی و ارتباطات و فناوری اطلاعات دریافت کرده‌ است.
در سال ۲۰۰۸، او اولین کسی بود که جوایز «تحقیقات ارتباطات را به‌عنوان یک زمینه باز»، از سال ۲۰۰۸ از انجمن ارتباطات بین‌المللی برای یک محقق دریافت کرده‌است.
وی در سال ۲۰۱۴ جایزه «دستاورد زندگی» را از مؤسسه اینترنت آکسفورد به‌علت سابقه خوب در بورس تحصیلی در نظریه شبکه‌های اجتماعی و تحقیقات اینترنتی دریافت کرد.